# Новая площадь (Барселона)
Но́вая пло́щадь (кат. Plaça Nova) — площадь, расположенная в Готическом квартале Барселоны (Испания). Была образована в 1358 году.
Несмотря на название, Новая площадь является старейшей в Барселоне. До XIV века на месте площади находилось незастроенное пространство за городскими воротами римского поселения Барсино. Башни ворот Епископа (Portal del Bisbe) сохранились и до наших дней. Ранее здесь начинался декуманус, одна из главных улиц Барсино, и сходились два акведука, снабжавших поселение водой. Фрагменты акведука сохранились у левой воротной башни.
Решение о построении площади было принято городским советом в 1355 году, когда было решено провести воду из гор Кольсерола до площади Св. Иакова. В 1358 году сооружение было окончено, и с тех пор площадь носит своё название, за исключением короткого периода, когда она была переименована в начале XX века в честь карлиста Хуана Васкеса де Мелья. До 1940-х годов площадь была типичной для Средневековья квадратной формы, но часть её пострадала во время гражданской войны.
На данный момент Новая площадь имеет неправильную, треугольную форму. В XX веке площадь стала объектом археологических раскопок. В 1991 году под площадью была построена большая парковка. В 1994 году на Новой площади была установлена скульптура Barcino. В наши дни на Новой площади каждый четверг проходит антикварный рынок.
Вокруг площади расположены 5 зданий:
- Под номером 1-2 прописан средневековый Дворец Епископа в стиле барокко, примыкающий к правой башне одноимённых ворот.
- 3 — современное здание, заключённое между улиц carrer de la Palla и carrer dels Boters.
- 4 и 5 относятся к Col·legi d'Arquitectes de Catalunya.